# Rønnede
Rønnede est une ancienne municipalité (kommune) située dans l'amt de Storstrøm, dans le sud du Danemark. Sa superficie est de 125 km2, et sa population est de 7 289 habitants en 2005. Le maire actuel de Rønnede est Kurt Rosner ; il est membre du parti politique libéral de Venstre.

## Géographie
Le centre principal et le conseil municipal de Rønnede était la ville de Rønnede. Cette dernière avait une population de 2 462 habitants (1er janvier 2013).
La municipalité de Rønnede est bordée par les municipalités de Fakse et Vallø à l'est, Køge au nord, ainsi que Haslev, Holmegaard et Fladså à l'ouest. Au sud, se trouve la baie de Fakse (Fakse Bugt en danois).

## Fusion administrative
Le 1er janvier 2007, la municipalité de Rønnede a cessé d'exister ; cela est dû à la Kommunalreformen (réforme communale). À partir de cette date, Rønnede forme, avec Fakse et Haslev, la nouvelle municipalité de Faxe, qui s'étend sur 406 km2 pour une population de 34 313 habitants (2005). Cette nouvelle municipalité appartient à la région de Sjælland.

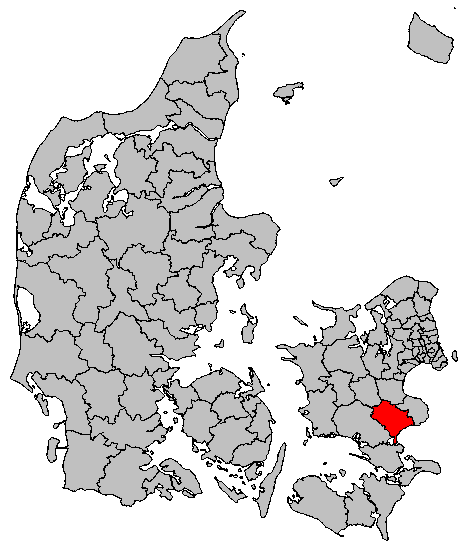
Carte localisant la commune de Faxe